# Haskerdijken
Haskerdijken (Fries: Haskerdiken) is een dorp in de gemeente Heerenveen, in de Nederlandse provincie Friesland. Het ligt ten noordwesten van Heerenveen, tussen de A32 en de Heeresloot.
Het dorp telde in 2023 375 inwoners. Onder het dorp vallen ook de buurtschappen; Sythuizen (gelegen aan de westkant van de Krom-Haskerdijken) en Spitsendijk (deels), twee clusters van woningen aan de oostzijde van Rijksweg 32. Er ligt een tunnel onder de Rijksweg waarmee het met het dorp verbonden is.
Tot 1954 viel ook de buurtschap Tweehuis onder het dorp, maar valt sindsdien onder Vegelinsoord.
Haskerdijken telt een sportvereniging: S.V. S.I.M. (Samenspel is Macht), opgericht in 1919. Sporten: Korfbal, Zumba, Yoga, Pilates, Seniorengym en recreatievolleybal.

## Geschiedenis

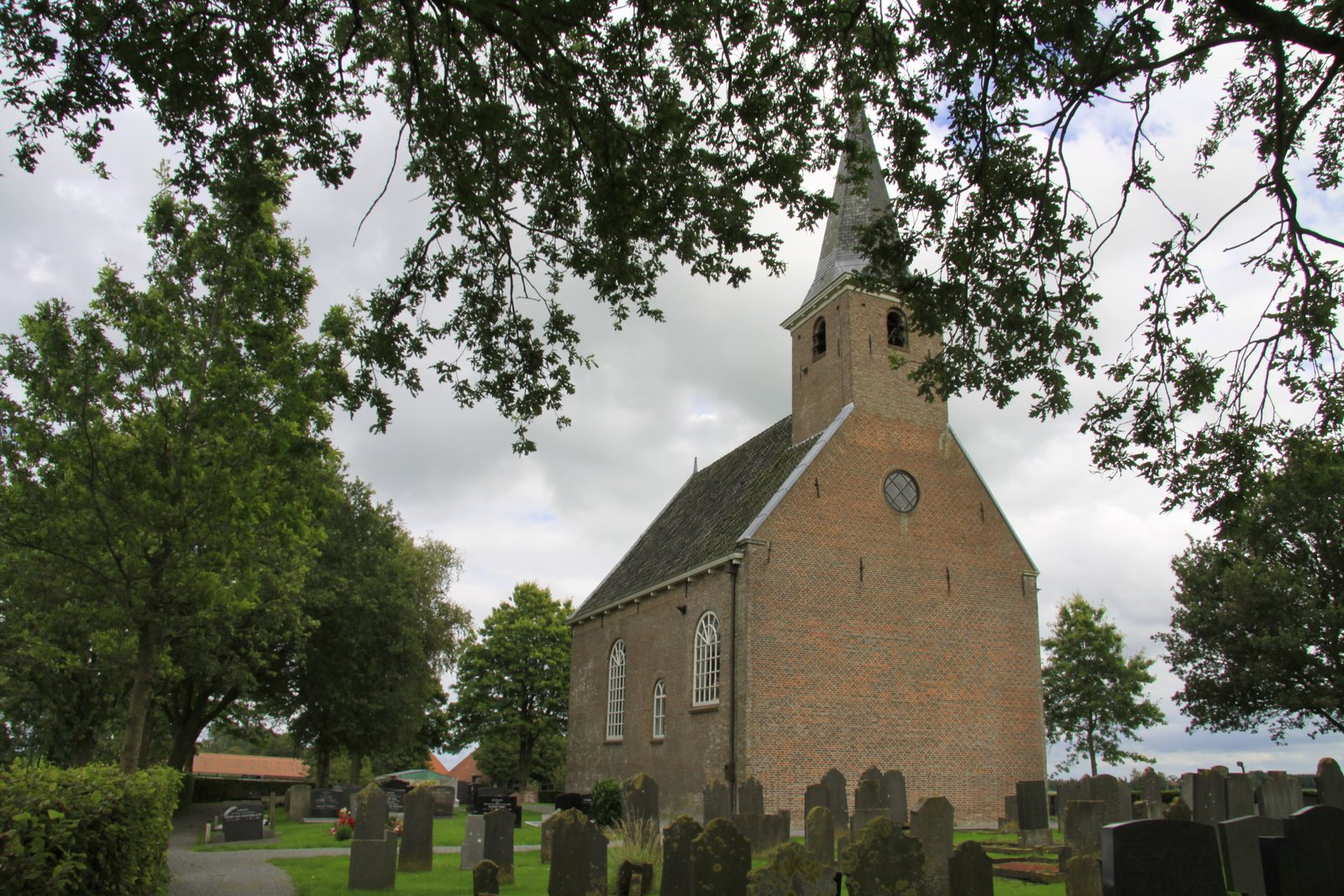
De Kapelle

Het dorp is ontstaan bij het klooster Hasker Convent dat in 1231 werd gesticht. De monniken van het klooster hielden zich bezig met ontginning van het gebied en legden dijken aan.
In de 19e eeuw werd ten zuiden van het dorp een nieuwe brug gebouwd; hier ontstond het dorp Nieuwebrug, dat met Haskerdijken een tweelingdorp vormt.
Tot de gemeentelijke herindeling op 1 januari 1984 behoorde Haskerdijken tot de gemeente Haskerland (met een korte onderbreking van 1 januari 1812 tot 1 oktober 1816, toen het onder de mairie van Oldeboorn viel), terwijl Nieuwebrug tot de gemeente Heerenveen werd gerekend. Daarna behoorde beide tot de gemeente Skarsterlân. Deze gemeente werd herverdeeld en zo gingen beide dorpen in 2014 over naar de gemeente Heerenveen.

## Openbaar vervoer
- Buslijn 27: Drachten - Beetsterzwaag - Nij Beets - Aldeboarn - Akkrum - Haskerdijken - Heerenveen
- Buslijn 28: Heerenveen - Haskerdijken - Akkrum - Jirnsum - Grou